# Dal (alimento)

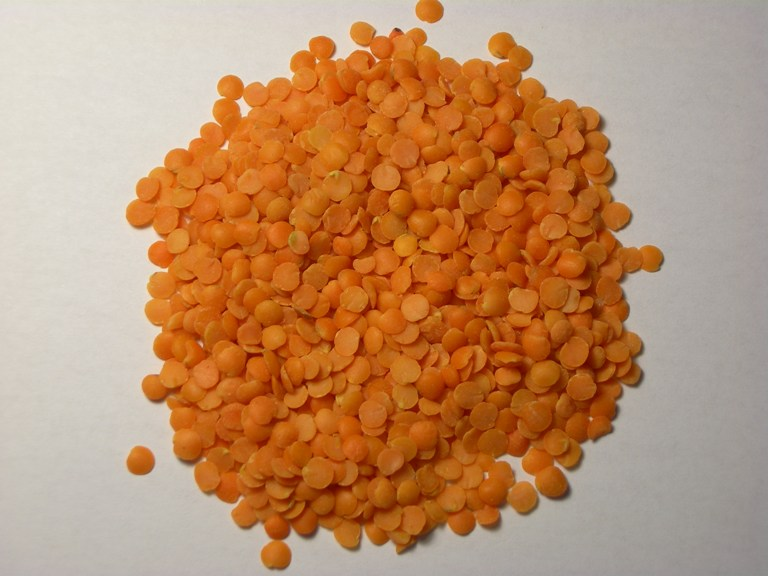
El masur dal.

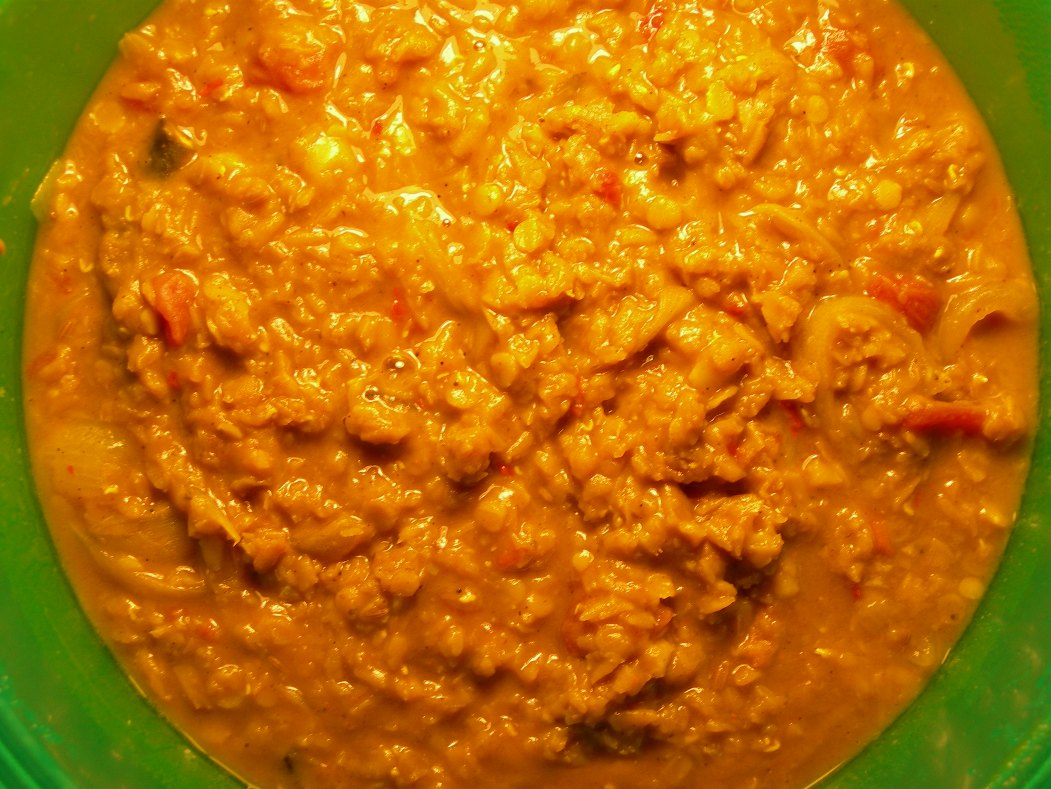
Preparación de dal sobre una hoja de plátano (el plato del sureste asiático).

El dal (conocido también como dhal o daal) es un término sánscrito muy común en el sur de Asia para denominar a las legumbres a las que se les ha retirado la piel. La denominación corresponde a este tipo de legumbres y puede corresponder también a los platos con los que se preparan (en los que estas legumbres forman parte del principal ingrediente). Se considera un ingrediente fundamental de la cocina de la India.

## Variedades
En la India se conocen cerca de 50 diferentes variedades de legumbres dal. Las más populares son:
- toor dhal (/túr djál/) o tuvar (en guyaratí) o arhar (en bengalí) o kandi pappu (en idioma télugu): consistente de guandús (Cajanus cajan).
- chana dal o chholar dal (en bengalí) o sanaga pappu (en télugu): contiene garbanzos (Cícer arietinum).
- moong dal o pesara o uddhi pappu (en télugu): contiene mung (Vigna radiata).
- urad dal o kolai dal (en bengalí) o minapa pappu (en télugu): contiene mungs pelados (Vigna radiata).
- masoor dal (/masúr dál/): elaborado con lentejas rojas.
- kala chana: pequeñas judías con cáscara de color café.

Estas legumbres tienen un diferente contenido de carbohidratos cada una: (datos cada 100 gramos de cada variedad de lenteja)
Tuvar dhal: 62.78 --> 63g,
Chana dal: 58.25 --> 58g,
Masoor dal: 65.78 --> 66g,
Sanaga pappu dal: 65.74 --> 66g,
Full masoor dal: 61.54 --> 62g,
Moong dal: 63.23 --> 63g,
Green dal: 62g,
Kala chana: 67.09 --> 67g.